# Alfred Rieger
Alfred Rieger (* 18. Oktober 1907 in Brostau, Kreis Glogau; † 9. April 1990 in Düsseldorf) war ein deutscher Politiker der FDP, der vorher zur Zeit des Nationalsozialismus als Parteifunktionär der NSDAP tätig gewesen ist. Er war von 1961 bis 1970 Mitglied des Landtags von Nordrhein-Westfalen.

## Leben
Alfred Rieger besuchte nach der Volksschule die Handelsschule, später bildete er sich an einer Abendhochschule und der Verwaltungsakademie weiter. Rieger trat zum 1. Oktober 1931 in die NSDAP ein (Mitgliedsnummer 642.192). Er war Kreisleiter der NSDAP in Oberschlesien, von Herbst 1938 bis Sommer 1939 in Falkenberg, danach bis 1942 in Kreuzburg, danach bis 1945 in Groß Strehlitz OS. Er hatte den NSDAP-Dienstrang Hauptabschnittsleiter, im Dezember 1941 wurde er zum Bereichsleiter befördert.
Rieger trat 1948 der FDP bei. Er wurde 1949 Referent in der Landesgeschäftsstelle und arbeitete ab 1956 als Hauptgeschäftsführer des FDP-Landesverbandes Nordrhein-Westfalen. Rieger war zusammen mit Walter Scheel und Wolfgang Döring, zwei der sogenannten Jungtürken der FDP, Mitglied des Düsseldorfer FDP-Kreisverbandes. Als Geschäftsführer des größten Landesverbands der FDP war Rieger ein politischer Organisator, der 1956 am auch bundespolitisch bedeutsamen Koalitionswechsel der FDP im nordrhein-westfälischen Landtag von der CDU zur SPD beteiligt war.
Rieger selbst zog erst später in den Landtag ein, er rückte am 2. Oktober 1961 während der laufenden vierten Wahlperiode in den nordrhein-westfälischen Landtag nach. Bei den folgenden Landtagswahlen in den Jahren 1962 und 1966 wurde er jeweils über die FDP-Landesliste in den Landtag wiedergewählt. Er war Abgeordneter vom 2. Oktober 1961 bis zum 25. Juli 1970.